# Боб Менендес
Роберт «Боб» Менендес (англ. Robert «Bob» Menendez; нар. 1 січня 1954, Нью-Йорк) — американський політик, сенатор США від штату Нью-Джерсі, член Демократичної партії.

## Життєпис
Закінчив Сент Пітерс Коледж (1976) та юридичний факультет Рутгерського університету (1979). У 1986–1992 — мер Юніон-Сіті, Нью-Джерсі. Був обраний до Палати представників Нью-Джерсі в 1987 році. У 1991, був обраний до Сенату Нью-Джерсі й наступного року був обраний до Палати представників США.
У січні 2006 Менендес був призначений в Сенат США після відставки сенатора Джона Корзайна, який був обраний губернатором Нью-Джерсі. У листопаді того ж року був переобраний.

## Позиція щодо України
Є автором «Закону про підтримку свободи України 2014». У 2019 підтримав українського журналіста Станіслава Асєєва, незаконно ув'язненого терористичною організацією «ДНР».
Попри це, у січні 2022 проголосував проти проєкту санкцій для газогону «Північний потік-2» як засобу запобігання російському вторгненню в Україну.

## Розслідування
У січні 2024 року Менендесу пред'явлено звинувачення у отриманні хабаря від забудовника Фреда Дайбеса з Нью-Джерсі, щоб допомогти Катару та Єгипту.